# Constanze Juchem-Grundmann
Constanze Juchem-Grundmann (* 15. Dezember 1976 in Koblenz) ist eine deutsche Fremdsprachendidaktikerin (Fachdidaktik Englisch).

## Leben
Nach dem Studium (1996–2000) der Anglistik und Germanistik für das Lehramt an Realschulen an der Universität Koblenz-Landau, Campus Koblenz war sie von 2004 bis 2009 wissenschaftliche Mitarbeiterin am ZFUW der Universität in Koblenz. Nach dem Magisterstudium (2000–2003) in Anglistik, Germanistik & Wirtschaftswissenschaften an der Universität Koblenz-Landau, Campus Koblenz und der Promotion 2009 bei Susanne Niemeier und Jeannette Littlemore an der Universität Koblenz-Landau & University of Birmingham war sie von 2010 bis 2017 Juniorprofessorin für Angewandte Linguistik und Fachdidaktik Englisch am Institut für Anglistik, Universität Koblenz-Landau, Campus Koblenz. Seit 2017 ist sie W2-Professorin für Angewandte Linguistik und Fachdidaktik Englisch am Institut für Anglistik, Universität Koblenz-Landau, Campus Koblenz. Seit 2022 ist sie Vizepräsidentin der neuen Universität Koblenz.

## Schriften (Auswahl)
- Dip into your savings! Applying cognitive metaphor theory in the business English classroom. An empirical study. 2009.